# Zum Ochsenkopf

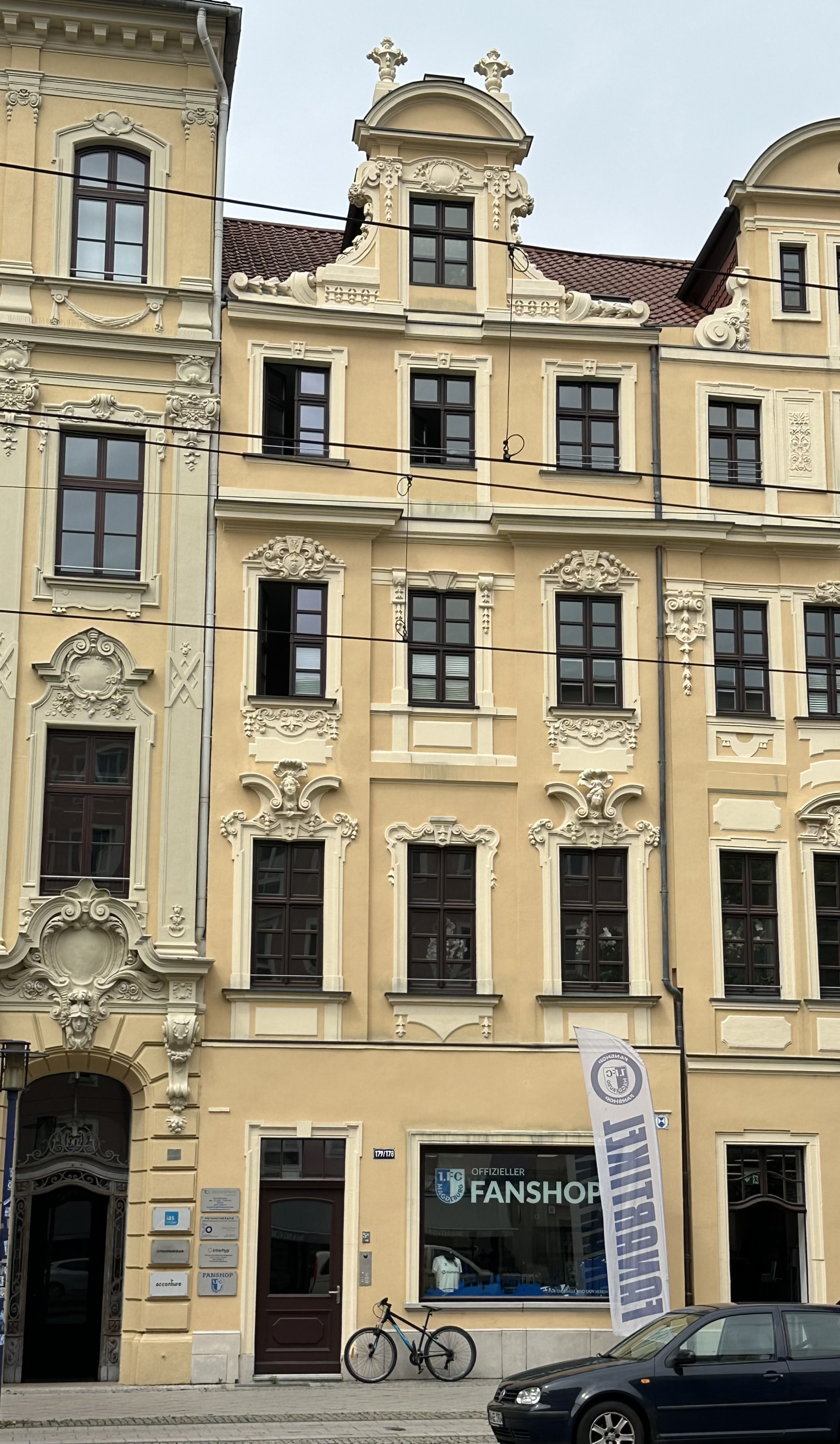
Breiter Weg 179 im Jahr 2025

Das Haus Zum Ochsenkopf, auch Haus des Johann Kuskopf, häufig jedoch einfach nur Breiter Weg 179, ist ein denkmalgeschütztes Wohnhaus in Magdeburg in Sachsen-Anhalt.

## Lage
Das Gebäude befindet sich auf der Westseite des Breiten Wegs an der Adresse Breiter Weg 179. Nördlich grenzt das gleichfalls denkmalgeschützte Haus des Jakob Cord (Breiter Weg 178), südlich das Haus Zu den drei goldenen Erkern (Breiter Weg 180) an.

## Geschichte

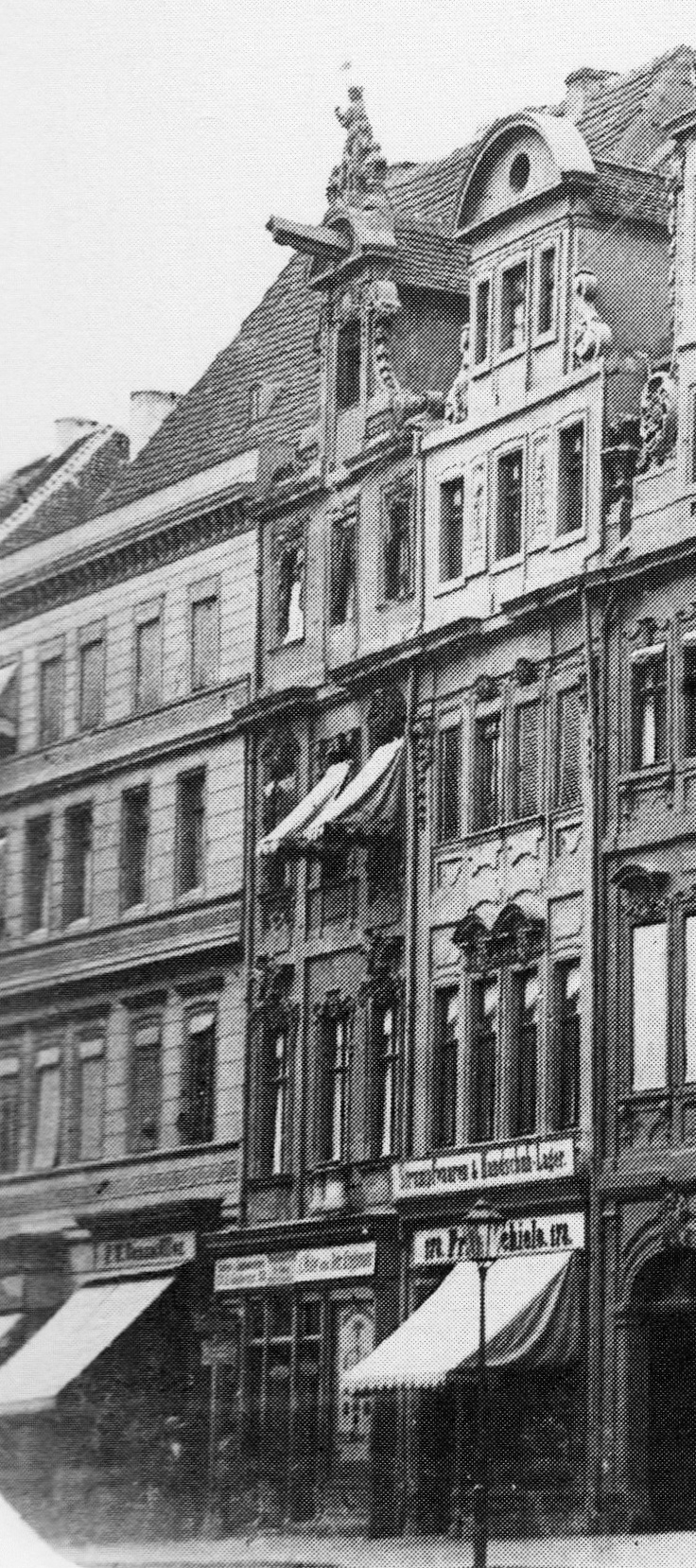
Haus noch mit Lastenaufzug, 19. Jahrhundert

Im Jahr 1631 gehörte das Haus der Witwe von Klaus Drebenstedt (auch Drevenstedt), dann den Erben. Von ihnen erwarb 1638 Joachim Rikenow das, nach der Zerstörung Magdeburgs im Jahr 1631 als Brandstätte bezeichnete Grundstück für 44 Taler. Rikenow errichtete eine Hütte, war jedoch nicht in der Lage den Kaufpreis aufzubringen. Nachdem er 1642 verstorben war, trat seine Tochter das Grundstück daher wieder an die Erben Drevenstedts ab. Sie veräußerten das schlechte Häuslein, nicht jedoch das Grundstück, noch 1642 für 30 Taler an den Schuster Andreas Grabau (auch Grabow). Grabau erwarb 1645 dann auch noch das Grundstück für 275 Taler und erbaute dann bis 1649 ein neues Haus. 1672 gehörte es seiner Witwe, 1679 und 1682 dem Schuster Christian Heinrich Schütze. 1687 und auch 1706 wurde der Schuster Johann Christian Jagel (auch Gagel) als Eigentümer geführt. Auf ihn folgte der Handelsmann Christian Mollenhauer, der das Haus 1717 für 1920 Taler an Nikolaus Kußkopf junior veräußerte, der bis 1725 Eigentümer blieb.
Nach einer am Giebel ursprünglich befindlichen Jahreszahl wurde 1727 das neue Haus errichtet. Andere Angaben nennen die Zeit zwischen 1728 und 1730. Die vorherige Bebauung war durch ein Feuer zerstört worden, dass mehrere Häuser der Umgebung vernichtete. Die Keller der Vorgängerbebauung blieb jedoch erhalten. Bauherr war Johann Kuskopf. 1803 gehörte es einem Dewes, 1817 dem Banquier und Wechsler Peter Martin Dewes und 1833 dem Kaufmann Dewes. Im Jahr 1845 wurde ein Rogge als Eigentümer geführt, 1862 der Hauptmann Dewes, 1865 und 1870 der Optiker und Mechaniker Walter. Im Jahr 1908 und auch noch 1938 war der Buchhändler Selmar Bühling Eigentümer, 1940 dann Witwe E. Bühling.

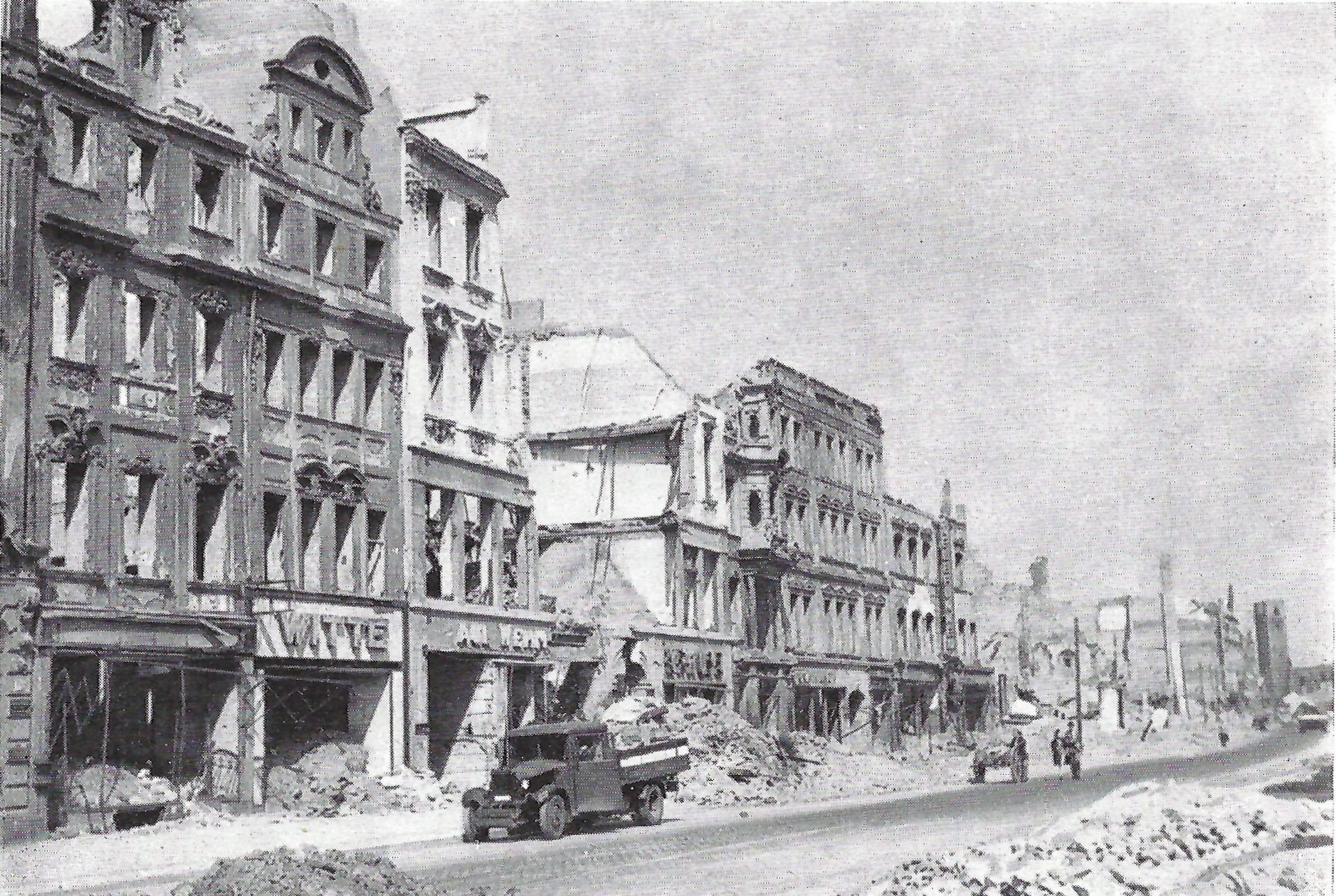
Im Krieg zerstörte Häuserzeile, Breiter Weg 179 ganz links.

Während des Zweiten Weltkriegs brannte das Haus 1945 aus. Es wurde, wie die Nachbargebäude Breiter Weg 178 und 180, in den Jahren 1948/49 unter Wahrung der originalen Fassadengestaltung wieder aufgebaut. In dieser Zeit wohnte auch der Magdeburger Heimatforscher Werner Priegnitz an der Adresse Breiter Weg 178/179.

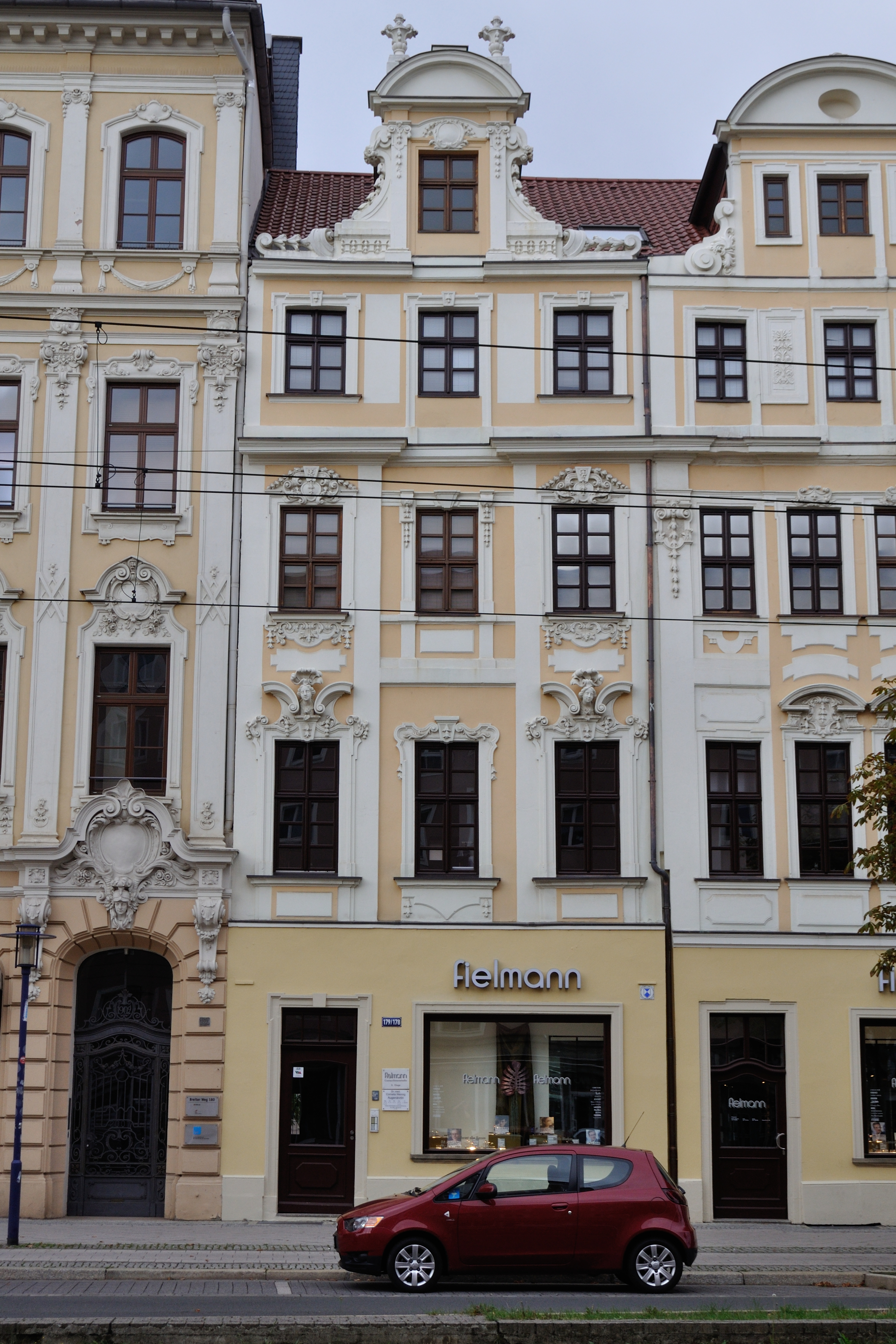
2013

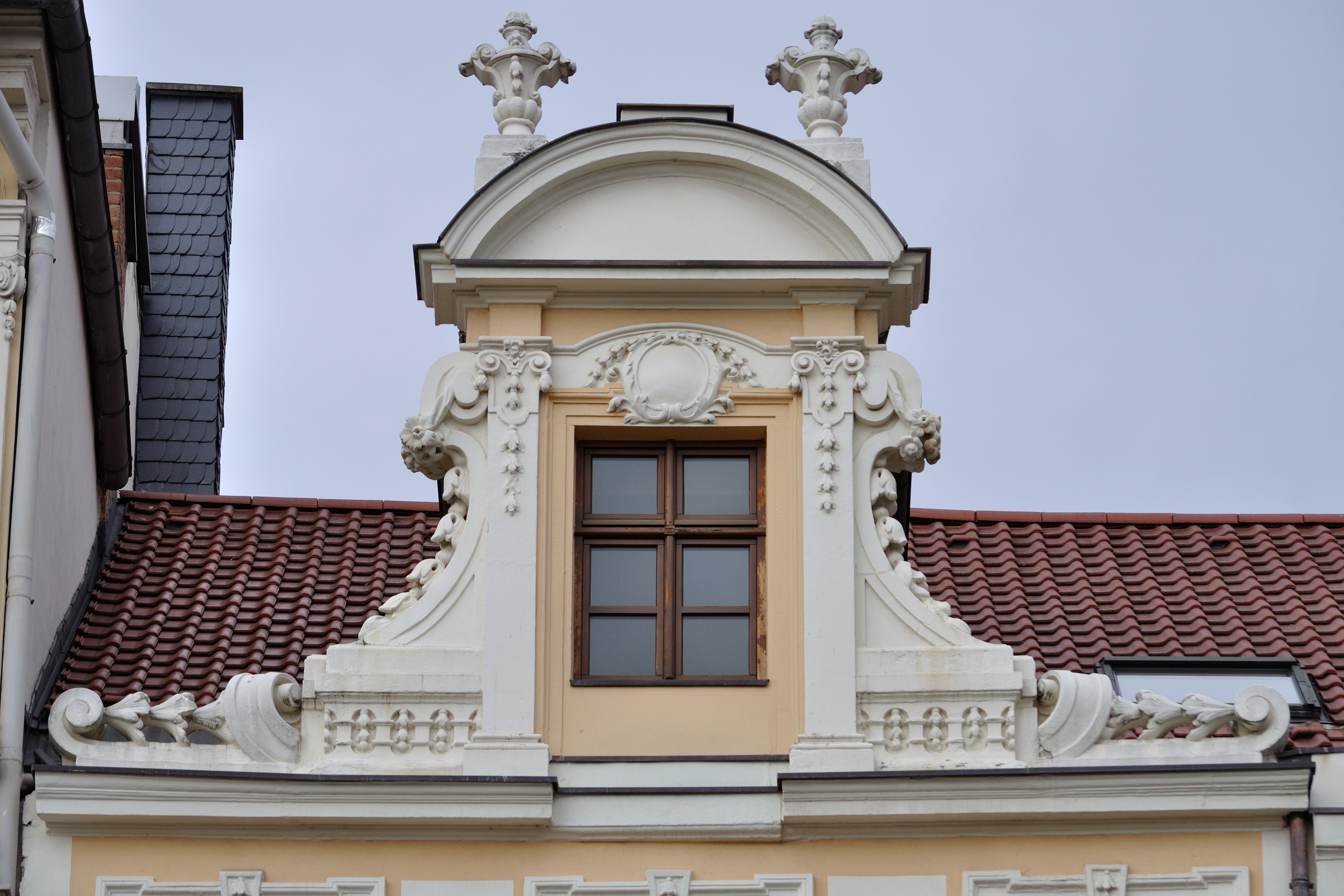
Schmuckvolles Dachfenster

Im Ladengeschäft im Erdgeschoss befand sich Anfang des 21. Jahrhunderts eine Filiale des Optikers Fielmann, aktuell (Stand 2025) ist dort ein Fanshop des 1. FC Magdeburg ansässig.

## Architektur
Der dreigeschossige spätbarocke Bau besitzt ein zweigeschossiges Zwerchhaus und ist nur etwa 6,50 Meter bzw. drei Achsen breit. Zum Teil wird es auch als viergeschossig mit eingeschossigem Zwerchhaus bezeichnet, da das untere Geschoss des Zwerchhauses die volle Breite des Gebäudes einnimmt. Die Stuckornamente konzentrieren sich auf die äußeren Fensterachsen. Die Fensteröffnungen sind mit Ohrengewänden versehen. Am ersten Obergeschoss sind die Fenster zum Teil mit umgekehrten Schneckengiebeln verziert. Als Bekrönung der Fensteröffnungen bestehen Köpfe mit flügelartigen, flankierenden Voluten. Eine ähnliche Gestaltung befindet sich auch am einige Jahre älteren Reinickeschen Palais (Domplatz 8). Möglicherweise orientierte man sich bei den einfacherem bürgerlichen Bau an den repräsentativen Gebäuden des Domplatz. Als Verzierungen bestehen auch Girlanden und Kartuschen.
Das Gesims ist mittig unterbrochen, um den ursprünglich bestehenden Lastenaufzug zu ermöglichen. Die Gesimslinie oberhalb des zweiten Obergeschosses befand sich in dieser Form gleichmäßig auch an den benachbarten Häusern und ist so am Nachbarhaus Breiter Weg 178 auch noch vorhanden. Oberhalb der Linie befinden sich an den Häusern unterschiedlich gestaltete Giebel.
Die Gewölbekeller des Gebäudes gehen bereits auf die Zeit vor 1631 zurück.
Im Denkmalverzeichnis des Landes Sachsen-Anhalt ist das Wohnhaus unter der Erfassungsnummer 094 71039 als Baudenkmal verzeichnet.
Das Gebäude ist, gemeinsam mit dem benachbarten Haus des Jakob Cord (Breiter Weg 178), der letzte erhaltene Rest der einst den Breiten Weg prägenden barocken Bebauung und damit eines der wenigen Relikte der Bebauung Magdeburgs aus vorindustrieller Zeit.